# Rund um den Henninger-Turm 1990
Il Rund um den Henninger-Turm 1990, ventinovesima edizione della corsa, si svolse il 1º maggio su un percorso di 210 km, con partenza e arrivo a Francoforte sul Meno. Fu vinto dallo svizzero Thomas Wegmüller della squadra Weinmann-SMM Uster davanti al belga Jan Wijnants e all'olandese Peter Winnen.

## Ordine d'arrivo (Top 10)
| Pos. | Corridore                 | Squadra            | Tempo    |
| ---- | ------------------------- | ------------------ | -------- |
| 1    | Thomas Wegmüller          | Weinmann-SMM Uster | 5h38'54" |
| 2    | Jan Wijnants              | SEFB-Saxon-Gan     | a 40"    |
| 3    | Peter Winnen              | Buckler            | s.t.     |
| 4    | Dante Rezze               | R.M.O.             | s.t.     |
| 5    | Mauro Antonio Santaromita | Chateau d'Ax       | s.t.     |
| 6    | Rolf Gölz                 | Buckler            | s.t.     |
| 7    | Peter De Clercq           | Lotto-Superclub    | s.t.     |
| 8    | Stephan Joho              | Ariostea           | a 45"    |
| 9    | Frans Maassen             | Buckler            | s.t.     |
| 10   | Mauro Gianetti            | Helvetia-La Suisse | s.t.     |